# Dolores (Lied)
Dolores ist ein im Jahr 1941 von Frank Loesser komponiertes Lied mit einem Text von Louis Alter. In der von Tommy Dorsey und seinem Orchester gespielten Version mit Frank Sinatra als Sänger wurde das Lied zu einem Nummer-eins-Erfolg in den amerikanischen Charts. Die Gruppe The Pied Pipers fungierte als Backgroundchor. Für Sinatra wurde das Lied sein zweiter Nummer-eins-Erfolg. In dem Musicalfilm Las Vegas Nights wurde es erstmals vorgestellt, vorgetragen in Spanisch vom Mexican Trio sowie Bert Wheeler und Tommy Dorsey & Band. Nominiert wurde es für einen Oscar in der Kategorie „Bester Song“.
Das Lied handelt von der Liebe des Sängers zu einer Frau namens Dolores.
Der Song wurde mehrfach gecovert, unter anderem von Merry Macs mit Bing Crosby. Tom Lord listet außerdem im Bereich des Jazz, u. a. die Aufnahmen von Bob Chester, Chick Bullock, Harry James, Stan Brenders, Teddy Weatherford, Ike Quebec und Ziggy Elman.
Der Loesser-Titel ist nicht mit der gleichnamigen Komposition von Wayne Shorter zu verwechseln.